# Scatopse costaricana
Scatopse costaricana är en tvåvingeart som beskrevs av Oswald Duda 1928. Scatopse costaricana ingår i släktet Scatopse och familjen dyngmyggor. Inga underarter finns listade i Catalogue of Life.